# Cremys diophthalmus
Cremys diophthalmus är en skalbaggsart som först beskrevs av Francis Polkinghorne Pascoe 1862.  Cremys diophthalmus ingår i släktet Cremys och familjen långhorningar. Inga underarter finns listade i Catalogue of Life.